# Fase lluminosa

Reaccions de la fase lluminosa de la fotosíntesi a la membrana tilacoïdal

Dins la fotosíntesi es distingeixen dues fases: la fase fotoquímica (comunament anomenada fase lluminosa), que consisteix bàsicament en l'obtenció d'energia utilitzant aigua i energia lluminosa com a substrats, i la fase biosintètica (anomenada erròniament fase fosca) en la qual a partir de la ruta metabòlica anomenada cicle de Calvin i de substrats com CO₂, sals minerals i ATP, la planta obté matèria orgànica a partir de matèria inorgànica.
La fase lluminosa o reacció dependent de la llum és el pas de la fotosíntesi en la qual es converteix energia solar en energia química. La llum és absorbida per la clorofil·la i altres pigments fotosintètics com el carotè i és usada per a fragmentar l'aigua, de manera que es produeix oxigen com a residu.
La clorofil·la és el component de la fulla que centralitza l'energia lluminosa en el centre de reacció, que conté clorofil·la α, i la transforma en energia química en forma d'electrons excitats que passaran a la cadena de transport d'electrons. Els fotosistemes són un conjunt de molècules de clorofil·la, amb les molècules transportadores d'electrons. Hi ha 2 tipus de fotosistemes (PS): PS I (clorofil·la a P700) i PS II (clorofil·la a P680).

## Fotofosforilació acíclica
En aquesta fase es duen a terme els processos següents: la fotòlisi de l'aigua, la fotofosforilació de l'ADP i la fotoreducció del NADP oxidat.

### Fotòlisi de l'aigua
La fotòlisi de l'H₂O té lloc a la cara interna de la membrana dels tilacoides. En incidir 2 fotons es produeix la lisi d'una molècula d'aigua en hidrogen, electrons i oxigen:
Aquesta equació indica que per generar mitja molècula d'oxigen i dos protons és necessari alliberar 2 electrons. Aquests dos electrons continuaran la cadena de la fase lluminosa acíclica, els protons es retenen al lumen augmentant el gradient de protons dins el tilacoide i per acabar, l'oxigen és expulsat a l'exterior.

### Cadena de transport d'electrons
Simultàniament a la fotòlisi de l'aigua, on dos fotons de llum incideixen en el fotosistema II (PSII), es produeix una excitació del centre de reacció P-680 – conjunt de clorofil·les α, localitzades al PSII i que absorbeixen una longitud d'ona d'uns 680 nm-. Amb aquesta excitació dos electrons de la molècula de clorofil·la del centre actiu abandonen aquest pigment deixant-lo oxidat i inactivat. El P-680 recuperarà els dos electrons de la fotòlisi de l'aigua, tornant-se a activar.
Els dos electrons que han saltat del P-680 són transmesos a la plastoquinona (Ph), el primer acceptor d'electrons, la qual s'activa i capta dos protons provinents de l'estroma. Per tal de transferir els electrons al complex de citocrom b-f, aquests passen per un seguit de transportadors electrònics (Qa i Qb) que, mitjançant reaccions d'oxidoreducció, van captant i cedint els electrons. Una vegada els electrons han arribat al complex citocrom b-f es transporten fins a l'últim acceptor, la plastocianina (Pc). Aquests electrons van dirigits a la reactivació del centre actiu del fotosistema I (PSI).
El procés d'absorció d'energia lluminosa pel PSII i PSI es produeix al mateix temps. Quan el fotosistema I rep llum amb una longitud d'ona d'uns 700 nm, el seu centre de reacció (P-700) cedeix dos electrons al primer acceptor d'electrons. Aquests nous electrons passen per una nova cadena de transportadors electrònics (A0, A1, 4Fe-4S) fins a arribar l'últim acceptor d'electrons: la ferredoxina. La ferredoxina transmet el parell d'electrons a l'enzim NADP- reductasa, que s'activa i capta dos protons de l'estroma. El pigment diana del P-700 reposa els electrons perduts gràcies a la cadena de transport electrònic procedent del PSII, concretament de la plastocianina.

### Fotofosforilació de l'ADP
Els protons, provinents de la fotòlisi de l'aigua i els altres impulsats per la plastoquinona de la cadena de transport d'electrons, són capaços de generar una diferència de potencial electroquímic a tots dos costats de la membrana del tilacoide (a l'interior s'observa un pH de cinc, i a fora, a l'estroma el pH és aproximadament de vuit). És a partir d'aquest gradient de protons que es pot generar l'energia suficient per fosforilar l'ADP mitjançant la ATP-sintetasa.

### Fotoreducció del NADP oxidat
L'enzim NADP-reductasa transfereix els dos electrons juntament amb dos protons captats de l'estroma a un ió de NADP+. El NADP+ es redueix en forma de NADPH i es produeix la fotoreducció del NADP+.
El balanç de la fase lluminosa acíclica és, a part d'ATP i NADPH, l'alliberament d'oxigen provinent de la fotòlisi de l'H₂O.

## Fotofosforilació cíclica
En aquest procés l'única reacció que té lloc és la fotofosforilació d'ADP i tan sols hi participa el fotosistema I.
A l'incidir dos fotons sobre el fotosistema (PSI), la clorofil·la P-700 allibera dos electrons que arriben a la ferredoxina - acceptor primari- i s'inicia la cadena de transport d'electrons. Des de la ferredoxina els electrons són transmesos al complex del citocrom b-f i seguidament són transferits a la plastoquinona. La plastoquinona (PQ) passa a plastoquinona reduïda (PQH2) i cedeix els dos electrons al citocrom f. Aquest últim transporta els dos protons a l'interior del tilacoide creant un gradient de protons suficient perquè les ATP-sintetases generin ATP. Finalment, la plastocianina, actuant com acceptor final, retorna els dos electrons a la clorofil·la 700 que encara estava oxidada després de l'excitació dels fotons i, per tant, es trobava inactiva. D'aquesta forma es tanca el cicle.
Al no intervenir el fotosistema II (PSII) no es produeix la fotòlisi de l'aigua i, consegüentment, ni desprèn oxigen, ni es produeix la reducció de NADP+.
L'objectiu de la fase cíclica és el de solucionar el dèficit d'ATP, molècula necessària perquè es dugui a terme la transformació de matèria inorgànica en orgànica durant la fase fosca o cicle de Calvin. Per la síntesi de compostos de carboni cal una quantitat d'ATP més elevada que de NADPH. En la fosforilació acíclica generen 1,3 molècules d'ATP per cada molècula de NADPH formada, i per evitar un excedent de NADPH es posa en funcionament la fotofosforilació cíclica.

## Fotosistemes

Il·lustració clorofil·la α

Els fotosistemes són sistemes fotosensibles, ja que és on es localitzen els pigments fotosensibles (cofactors) com carotens, xantofil·les i clorofil·les. Aquest últim és el pigment que dona color al regne vegetal i el principal agent de captació d'energia lluminosa. Mentre que els altres dos actuen com a receptors lumínics suplementaris. Es poden trobar en dues formes, α i β. La majoria de les proteïnes d'aquest supercomplex són intrínseques a la membrana del tilacoide. No es tracta de complexos senzills, sinó d'unes supramolècules constituïdes per una gran quantitat de proteïnes amb múltiples funcions.

### Localització
Els fotosistemes es troben a les cèl·lules vegetals i a les algues, concretament en els cloroplasts de les plantes. Els cloroplasts contenen tilacoides que poden ser de dos tipus: grana i lamel·la. El fotosistema II es localitza als tilacoides apilats que formen el grana mentre que el fotosistema I es troba als tilacoides lamel·la. Aquesta localització té relació amb l'actuació dins de la fotosíntesi.

### Estructura
Els fotosistemes formen part d'un supercomplex proteic de moltes subunitats, amb una massa molecular aproximada de 320 kDa. En aquests complexos moleculars hi trobem dues subunitats claus en el procés de la fase lluminosa, són el centre de reacció i el complex captador de llum o antena.

Il·lustració del centre de reacció d'un fotosistema.1:fotons incidents 2:pigments 3:pigment diana 4:energia 5:centre de reacció

- Complex captador de llum o antena: es tracta d'un complex dimèric. És la subunitat on es localitzen els pigments fotosensibles que tenen la capacitat de captar l'energia lluminosa i transmetre-la al centre de reacció a través d'un seguit de molècules diferents. Aquesta energia és coneguda com a energia d'excitació.
- Centre de reacció: és la subunitat que conté dues molècules diferents de clorofil·la α, anomenats pigments diana. La propietat que caracteritza la clorofil·la α és que, al rebre l'energia d'excitació del complex antena, té la capacitat de transmetre els electrons a una altra molècula -el primer acceptor d'electrons-, que també es troba al centre de reacció. I finalment es transfereix a una molècula externa. Així doncs, i en resum, el pigment diana inicia una reacció redox (de transferència d'electrons).

### Aplicacions
Els herbicides causen efectes tòxics sobre algunes plantes a causa del fet que inhibeixen la fotosíntesi. En concret, s'ocupen de bloquejar el transport d'electrons pels cloroplasts. La substància herbicida s'enllaça amb la proteïna D1 (que es troba al centre actiu del fotosistema II), un exemple seria la sorgoleona, i causa el bloqueig de la fotoexcitació, impedint, per tant, el procés de la fotosíntesi. D'aquesta forma la planta mor.

## Fotofosforilació bacteriana
A diferència dels cloroplasts i cianobacteris, els bacteris fotosintetitzadors tenen bacterioclorofil·les, que tenen una estructura química similar a la de la clorofil·la a.
Les bacteriaclorofil·les s'agrupen a un sol FS, equivalent al FS I dels cloroplasts. L'excitació lumínica del centre de reacció del FS inicia un transport electrònic que acaba amb la reducció del NADP+ a NADPH.